# Joseph Rolshoven
Joseph Rolshoven (* 28. Februar 1842 in Vettelhoven; † 21. November 1902 in Koblenz) war ein deutscher Verwaltungsbeamter. Von 1877 bis 1888 war er Landrat des Unterlahnkreises.

## Leben
Nach dem Besuch des Gymnasiums in Bonn studierte Joseph Rolshoven an der Rheinischen Friedrich-Wilhelms-Universität Bonn und der Ruprecht-Karls-Universität Heidelberg Rechtswissenschaften. 1861 wurde er Mitglied des Corps Rhenania Bonn. 1862 schloss er sich dem Corps Suevia Heidelberg an. Nach dem Studium wurde Rolshoven preußischer Verwaltungsbeamter. Von 1872 bis 1877 war er Amtmann des Amtes Diez. 1877 wurde er zum Landrat des Unterlahnkreises ernannt. 1888 wechselte er als Vizepräsident zur Bezirksregierung in Stralsund. Zuletzt, ab etwa 1891, war er Oberregierungsrat und Geheimer Oberregierungsrat in Koblenz.
1876 heiratete er Johanna Valesca Meyer (1856–1821), eine Tochter des Rechtsanwaltes und Justizrates Hermann Friedrich Wilhelm Meyer (1819–1896).